# تامر رشيد
تامر رشيد (15 يناير 1988 بحلب في سوريا - ) هو لاعب كرة قدم سوري في مركز الهجوم. لعب مع نادي الاتحاد ونادي الشرطة.